# Chengbei
Chengbei léase Cheng-Béi (en chino simplificado, 城北区; pinyin, Chéngběi qū; literalmente, ‘norte de la ciudad’) es un distrito urbano bajo la administración directa de la ciudad-prefectura de Xining. Se ubica en la provincia de Qinghai, en el corazón geográfico de la República Popular China. Su área es de 138 km² y su población total para 2010 fue cercana a los 300 mil habitantes.

## Administración
El distrito de Chengbei se divide en 6 pueblos que se administran en 4 subdistritos y 2 poblados.